# 東京臨海ホールディングス
株式会社東京臨海ホールディングス（とうきょうりんかいホールディングス、英: TOKYO RINKAI HOLDINGS, INC.）は、2007年1月31日に設立された、東京都の臨海副都心地域における第三セクター会社を統括する持株会社である。

## 概要
臨海副都心地域においては、国際物流や地域開発において様々な監理団体が設立され、それぞれが特性を活かしながら開発などを進めてきた。こうした中にあって、東京港は、アジア諸港の躍進に伴う国際競争の激化の波にさらされる一方、臨海副都心は、まちづくりが総仕上げの時期に入るという新たな局面を迎え、各監理団体には、より効果的・効率的な事業運営が求められていた。
このため、監理団体改革として、臨海地域というエリアを活動基盤とする各団体を経営統合（グループ化）し、より機動的な事業運営を行わせるとともに、相互連携による相乗効果を発揮させることにより、東京港の国際競争力の強化と臨海副都心開発の総仕上げの推進体制を一層充実していくこととして、その統括会社として設立されたのが東京臨海ホールディングスである。
設立当時、民事再生を申し立てていた東京テレポートセンター、東京臨海副都心建設、竹芝地域開発の3社については、法的手続きを経て経営基盤が強化された段階で参加する予定とされ、2007年4月の民事再生手続き終結を経て（民事再生手続きの一環として3社は合併し、東京テレポートセンター1社となった）、経営統合された。

## 沿革
- 2007年1月31日 - 東京臨海熱供給が株式移転方式で東京臨海ホールディングスを設立。
- 2007年8月1日 - 株式交換でゆりかもめと東京テレポートセンターを子会社化。
- 2009年1月1日 - 東京ビッグサイトと東京港埠頭を子会社化。

## 傘下企業
- 東京臨海熱供給 - 当社の母体企業。臨海ホールディングス設立と同時に傘下入り。
- 東京テレポートセンター - 2007年4月1日に東京臨海副都心建設と竹芝地域開発の2社を合併して設立。
- ゆりかもめ - ただし、東京都自身が0.1%の株式を保有しているため完全子会社ではない。
- 東京ビッグサイト - 東京都保有の全株式を取得する形で傘下入り。ただし、三井不動産、東芝などが株式を保有しているため完全子会社ではない。
  - ビッグサイトサービス - 東京ビッグサイトの完全子会社。当社の連結対象となっている。
- 東京港埠頭 - 東京港埠頭公社を株式会社化して設立。東京都保有の株式50%を保有する形で傘下入り。東京都自身が残り50%の株式を保有しているため完全子会社ではない。